# Arnold Clapmarius
Arnold Clapmarius, aussi Arnold Clapmair, Arnold Klapmeier ou Arnoldus Clapmarius (né en 1574 à Brême, mort le 1er juin 1604 à Nuremberg) est un jurisconsulte allemand.

## Biographie
Clapmarius est le fils de l'avocat calviniste de Brême Christophorus Clapmarius. Il est élève du Gymnasium de Brême jusqu'en 1591. Il étudie ensuite le droit, l'histoire, les langues et les sciences politiques dans les universités de Helmstedt, Heidelberg et Marbourg jusqu'en 1596. Il poursuit ses études en Angleterre et en Hollande, notamment à l'université de Leyde. Il sert ensuite pendant une courte période comme soldat.
Clapmarius reçoit un emploi de précepteur pour les fils d'Eberhard von Weyhe. Il est probablement aussi au service du landgrave Maurice de Hesse-Cassel. En tout cas, il le place à l'université d'Altdorf, où il est nommé professeur d'histoire et de politique en 1600 en tant que successeur de Christoph Coler. Après quelques années de service, Clapmarius tombe gravement malade de fièvre continue et meurt à Nuremberg. Il est enterré à Altdorf.
L'œuvre majeure de Clapmarius est De Arcanis Rerum Publicarum Libri Sex, publié par son frère Johannes en 1605, qui a au moins 13 éditions en 1673. C'est un manuel de politique pratique, basé sur les idées de Tacite, Machiavel (que Clapmarius critique) et Jean Bodin. L'œuvre inspire d'autres littératures sur les politiques secrètes au XVIIe siècle, comme Spinoza.
Son ouvrage Opera omnia est mis à l’Index librorum prohibitorum le 13 décembre 1608 et le 21 avril 1632.